# Аеродром Брач
Аеродром Брач (хрв. Zračna luka Brač) се налази у Болу на Хрватском острву Брачу. У лето, аеродром прима многе чартер летове Кроација ерлајнс, Остријан ерлајнс и Приват Вингс Флугчартер.

## Авио-компанијеи дестинације
- Кроација ерлајнс (Загреб)